# Pieve di San Giorgio (Argenta)
La pieve di San Giorgio si trova nei pressi di Argenta sulla riva destra del fiume Reno (nell'alveo del Po di Primaro) e risale al 569. È una delle chiese più antiche dell'Emilia-Romagna. La zona in cui sorge l'edificio ricade nel territorio della provincia di Ferrara e ciò la rende il più antico luogo di culto della provincia.

## Storia

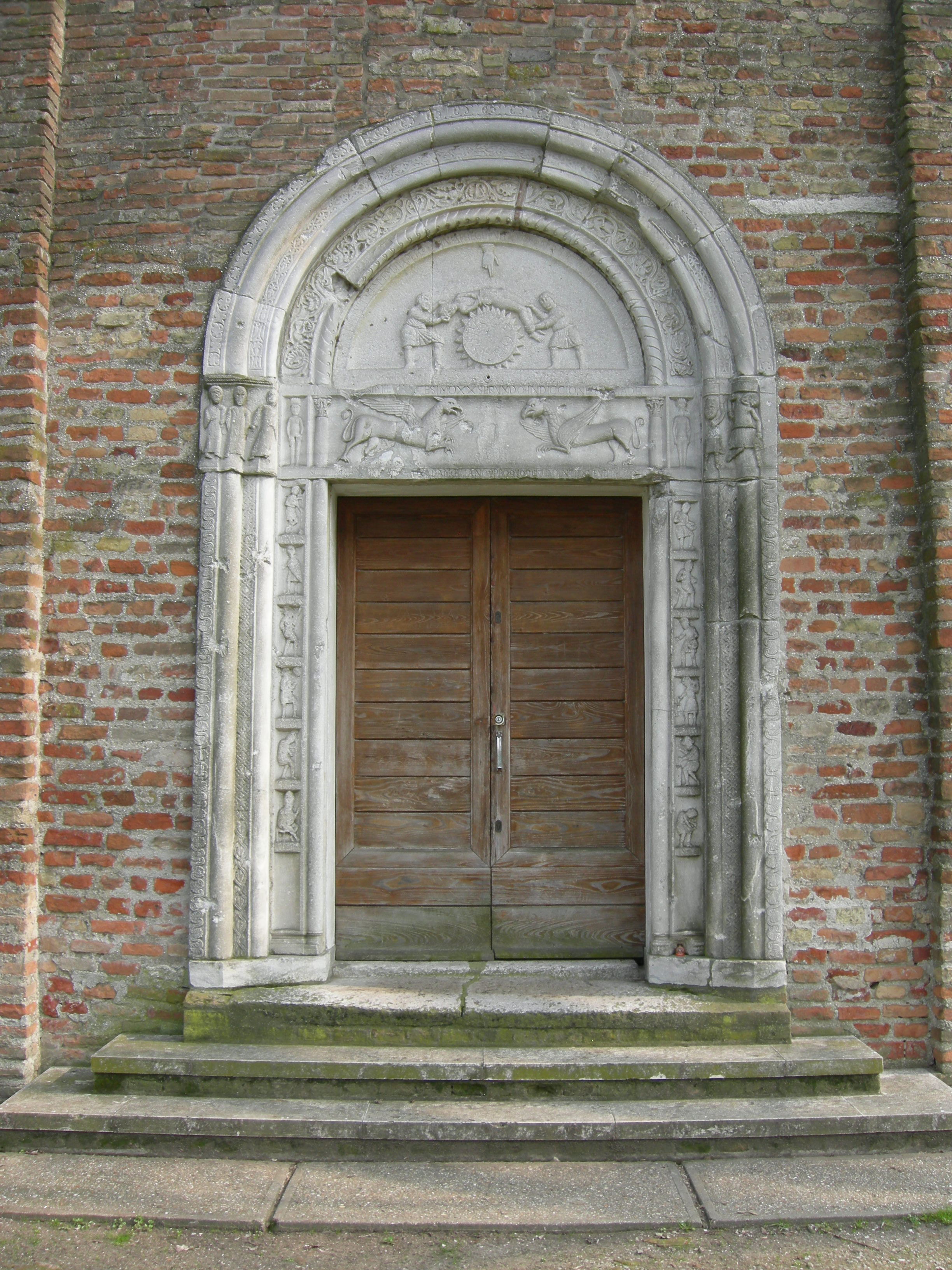
Il portale romanico

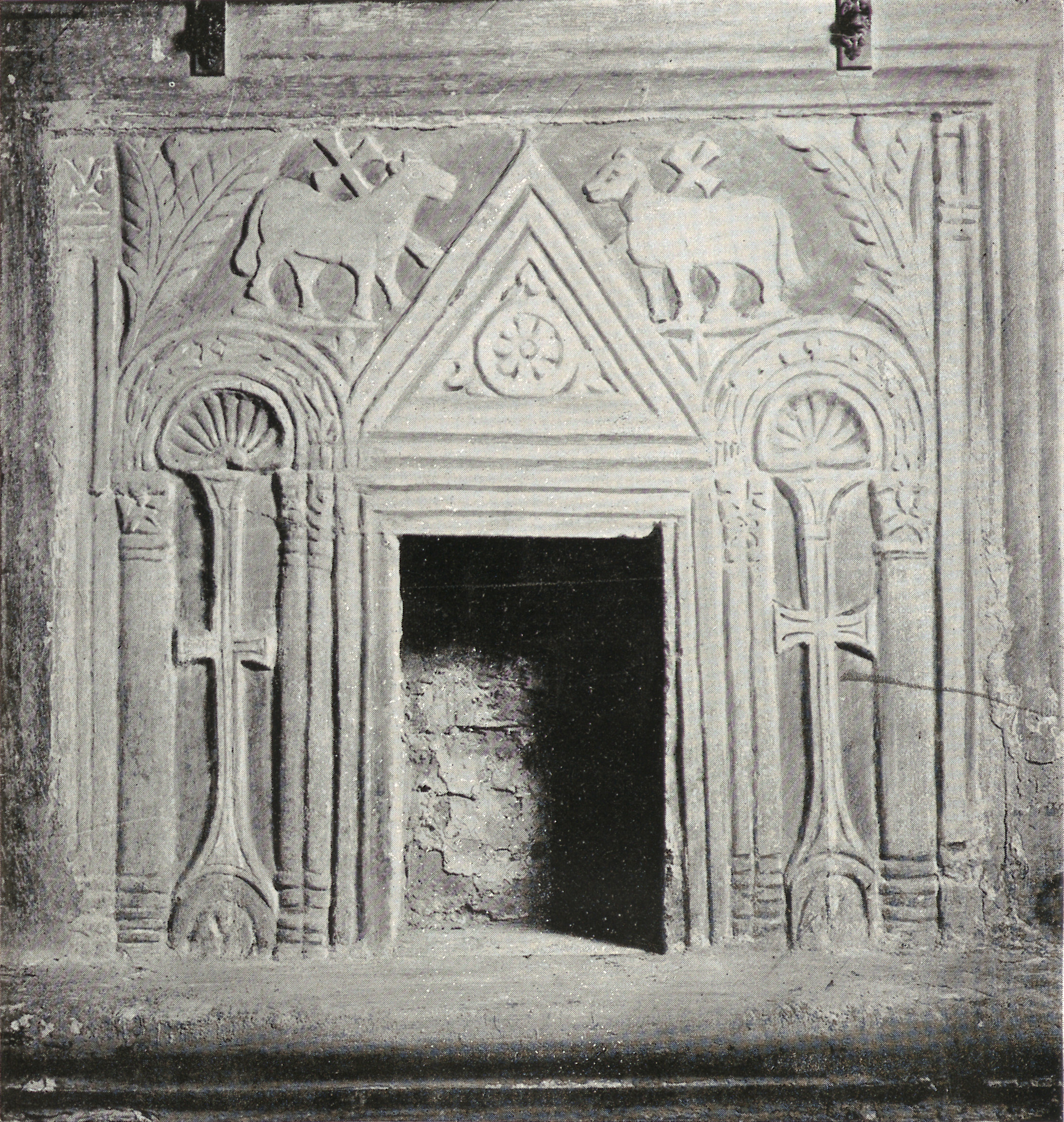
L'altare in una foto di inizio XX secolo

La pieve risale al 569 e fu costruita per volere dell'arcivescovo di Ravenna Sant'Agnello. Attorno a questo luogo di culto sorsero le prime abitazioni di Argenta. Negli scavi effettuati negli anni ottanta sono stati rinvenuti, nella zona absidale, parti del mosaico che decorava l'originario pavimento e frammenti di decorazione muraria ad affresco risalenti al IX secolo.

## Descrizione

### Esterni
La chiesa è situata in posizione isolata, in un parco ai limiti della riserva naturale delle Valli di Campotto, più propriamente nei pressi dell'"Oasi di Campotto", che fa parte del Parco regionale del Delta del Po dell'Emilia-Romagna.
La chiesa nasce ad aula unica e viene portata a tre navate nel XII secolo, epoca a cui risale il portale romanico, per volere dell'arcivescovo Gualtiero che voleva aumentarne il fasto dandole una pianta basilicale. Buona parte del piano originario si trova circa tre metri sotto il livello del suolo. L'abside è pentagonale, con tre finestrelle (ad arco a tutto sesto) nei tre lati centrali.

### Interni
All'interno vi sono un altare bizantino e tracce di pittura risalenti al XII secolo.
Di notevole interesse anche il portale del 1122 di Giovanni da Modigliana, uno dei primi esempi di scultura in stile romanico. In esso sono raffigurati il martirio di San Giorgio e la rappresentazione allegorica dei mesi dell'anno. La pieve conteneva una fonte battesimale.